# Diocèse de Riohacha
Le diocèse de Riohacha (en latin : Dioecesis Valleduparensis ; en espagnol : Diócesis de Riohacha) est un diocèse de l'Église catholique en Colombie, suffragant de l'archidiocèse de Barranquilla.

## Territoire

Il comprend les municipalités d'Albania, Barrancas, Dibulla, Hatonuevo, Uribia, Maicao, Manaure et Riohacha du département de La Guajira.
Il possède un territoire d'une superficie de 17 122 km2 divisé en 38 paroisses. Le siège épiscopal est dans la ville de Riohacha où se trouve la cathédrale de Notre-Dame des Remèdes (es).

## Histoire
Le vicariat apostolique de Riohacha est érigé le 4 décembre 1952 par la constitution apostolique Gravi illa beati du  pape Pie XII par division du vicariat apostolique de la Guajira. La mission d'évangélisation est confiée aux capucins de la province des Abruzzes.
Il est élevé au rang de diocèse le 16 juillet 1988 par la constitution apostolique Quoniam ut plane du pape Jean-Paul II et nommé suffragant de l'archidiocèse de Barranquilla.

## Évêques
- Eusebio Septimio Mari, O.F.M.Cap (21 février 1954 - 21 décembre 1965)
- Livio Reginaldo Fischione, O.F.M.Cap (29 septembre 1966 - 16 juillet 1988)
- Jairo Jaramillo Monsalve (16 juillet 1988 - 10 juin 1995) nommé évêque de Santa Rosa de Osos
- Gilberto Jiménez Narváez (16 juillet 1996 - 8 mars 2001)
- Armando Larios Jiménez (8 mars 2001 - 5 juin 2004)
- Héctor Ignacio Salah Zuleta (13 mai 2005 - 22 avril 2020)
- Francisco Antonio Ceballos Escobar, C.Ss.R, du 22 avril 2020